# IRX5
IRX5‏ (Iroquois homeobox 5) هوَ بروتين يُشَفر بواسطة جين IRX5 في الإنسان.